# Coccoloba samanensis
Coccoloba samanensis är en slideväxtart som beskrevs av Otto Christian Schmidt. Coccoloba samanensis ingår i släktet Coccoloba och familjen slideväxter. Inga underarter finns listade i Catalogue of Life.